# Споменик Википедији
Споменик Википедији (пољ. Pomnik Wikipedii) статуа је која се налази у Слубицама, у Пољској, дизајнирана од стране јерменског скулптора Михрана Хакобијана у част уређивача Википедије. Влакна и смола коришћена за израду скулптуре коштала су око 50.000 злота ($ 14.000; 12.000 евра) и регионална власт у Слубицама је била финансијер. Представљена је на тргу Франкфурту 22. октобра 2014. године на церемонији која је укључивала представнике локалне Викимедијине заједнице и Задужбине Викимедије.

## Опис
Овим спомеником грађани Слубница
желели би да дају омаж хиљадама
анонимних уређивача широм света, који
који су волонтерски доприне креирању
Википедије, највећем пројекту ко-састављеном-
од стране људи без обзира на политичке-
религиозне или културне границе. У години када
је овај споменик представљен, Википедија је доступна-
на више од 280 језика и саржи-
око 30 милиона чланака. Донори овог споменика-
су сигури да са Википедијом као једним од 
његових стубова (свеобухватно) друштвено знање
ће допринети одрживом развоју наше цивилизације,-
социјалне правде и миру међу нацијама

 22.10.2014
Споменик приказује четири фигуре које држе високо глобус са основом Википедијиног логоа, протежући се преко два метра у вис. Влакана и смолу статуе је дизајнирао уметник Михран Хакобијан јерменског порекла, који је дипломирао на Пољском Универзитету. Пројекат је коштао око 50.000 злота (око $ 14.000; 12.000 евра) и финансиран је од стране регионалне власти Слубица.

## Историја
Споменик је предложио око 2010. године Кристоф Војчеховски, универзитетски професор и директор Пољског Универзитета у Слубницама. Војчеховски је изјавио: „Спреман сам да паднем на колена пред Википедијом, зато сам осмислио споменик на месту где је то било могуће да урадим.“ Википедија на пољском језику је популаран сајт у Пољској, са преко милион чланака, и 12. је по величини Википедија на свету. Према Пјотру Луцинском, заменику градоначелника, спомен „ће истаћи значај града као академског центра“. Представник Викимедије Пољске је изјавио да се организација нада да ће овај пројекат „подићи свиест о сајту и охрабрити људе да дају свој допринос“.
Споменик је представљен 22. октобра 2014, на тргу Франкфурт, и тиме постао први светски споменик онлајн енциклопедије. Представници Задужбине Викимедије, као и огранци Викимедије у Пољској и Немачкој присуствовали су церемонији.
- Симпозијум на Пољском Универзитету
- Откривање споменика
- Градоначелник Слубице, Хакобијан и Војчеховски приликом откривања споменика
- Михран Хакобијан на откривању споменика
- Видео са откривања
- Натпис на споменику
- Представници на откривању
- Видљив вандализам на споменику, септембар 2019. године

## Изјава оснивача Џимија Вејлса
| „                                   | Када је Википедија основана још 2001. године, морам да кажем да никада нисам замишљао дан када ће Википедија бити почаствована спомеником - пишемо о њима, фотографишемо их на нашем Вики Воли Споменике такмичењу, а сада имамо свој споменик. То је заиста посебан и узбудљив дан, који се надам да обасјава на хиљаде Википедијанаца који уређују Википедију и да је извор слободног знања какав је постао. Радујем се посети Слубицама један дан да видим споменик и можда да се упознам са некима који су били на пројекту. | ” |
| — Џими Вејлс - кооснивач Википедије | |   |